# Jesper Hansen (kolarz)
Jesper Hansen (ur. 23 października 1990 w Kopenhadze) – duński kolarz szosowy.
Nazwisko Hansena było na listach startowych wyścigów: Vuelta a España 2015, Giro d’Italia 2017 oraz Tour de France 2018.

## Najważniejsze osiągnięcia
2014
- 6. miejsce w Tour of Norway
  -  Zwycięzca klasyfikacji młodzieżowej

2015
- Zwycięzca Tour of Norway
  - 1. miejsce na 3. etapie
- 6. miejsce w Tour de Langkawi

2016
- 2. miejsce w Tour of Croatia
- 5. miejsce w Tour de Langkawi
- 10. miejsce w Abu Dhabi Tour

2017
- 2. miejsce w Tour of Turkey
- 9. miejsce w Tour of Croatia

2018
- 9. miejsce w Volta Ciclista a Catalunya

2019
- 7. miejsce w Tour of California

## Rankingi
| Rok             | 2011  | 2012 | 2013 | 2014 | 2015 | 2016 | 2017 | 2018 | 2019 | 2020 | 2021  |
| --------------- | ----- | ---- | ---- | ---- | ---- | ---- | ---- | ---- | ---- | ---- | ----- |
| UCI World Tour  |       |      |      | -    | -    | -    | 107. | 137. |      |      |       |
| World Ranking   |       |      |      |      |      | 271. | 200. | 418. | 676. | 436. | 2040. |
| UCI Europe Tour | 1087. | -    | 220. |      |      | 434. | 748. | -    | 500. | 358. | 1386. |
| UCI Asia Tour   | -     | -    | -    |      |      | 65.  | -    | -    |      |      |       |
|                 |       |      |      |      |      |      |      |      |      |      |       |
| Źródło: UCI     |       |      |      |      |      |      |      |      |      |      |       |